# Rachicerus varius
Rachicerus varius är en tvåvingeart som beskrevs av Akira Nagatomi 1970. Rachicerus varius ingår i släktet Rachicerus och familjen vedflugor.
Artens utbredningsområde är Thailand. Inga underarter finns listade i Catalogue of Life.